# Monolene antillarum
Monolene antillarum är en fiskart som beskrevs av Norman, 1933. Monolene antillarum ingår i släktet Monolene och familjen tungevarsfiskar. Inga underarter finns listade i Catalogue of Life.